# Азновджан
Азновджан (перс. ازنوجان) — село в Ірані, у дегестані Салеган, у Центральному бахші, шагрестані Хомейн остану Марказі. За даними перепису 2006 року, його населення становило 865 осіб, що проживали у складі 293 сімей.

## Клімат
Середня річна температура становить 14,42 °C, середня максимальна – 33,84 °C, а середня мінімальна – -9,02 °C. Середня річна кількість опадів – 206 мм.
| Клімат поселення                              | Клімат поселення | Клімат поселення | Клімат поселення | Клімат поселення | Клімат поселення | Клімат поселення | Клімат поселення | Клімат поселення | Клімат поселення | Клімат поселення | Клімат поселення | Клімат поселення | Клімат поселення |
| Показник                                      | Січ.             | Лют.             | Бер.             | Квіт.            | Трав.            | Черв.            | Лип.             | Серп.            | Вер.             | Жовт.            | Лист.            | Груд.            |                  |
| Середній максимум, °C                         | 9,94             | 12,56            | 18,07            | 23,63            | 27,93            | 32,18            | 33,84            | 33,09            | 28,94            | 23,02            | 16,76            | 10,37            |                  |
| Середня температура, °C                       | 0,46             | 3,08             | 8,58             | 14,14            | 18,45            | 22,70            | 27,10            | 26,35            | 22,20            | 16,29            | 10,01            | 3,62             |                  |
| Середній мінімум, °C                          | −9,02            | −6,39            | −0,9             | 4,67             | 8,97             | 13,22            | 20,36            | 19,60            | 15,46            | 9,55             | 3,27             | −3,11            |                  |
| Норма опадів, мм                              | 36               | 33               | 36               | 24               | 14               | 2                | 2                | 1                | 1                | 7                | 21               | 29               |                  |
| Середньомісячна швидкість вітру, м/с          | 1.52             | 2.11             | 2.78             | 2.95             | 2.78             | 2.54             | 2.55             | 2.41             | 2.23             | 2.12             | 1.86             | 1.77             |                  |
| Середньомісячна сонячна радіація, кДж/м²·день | 9781             | 13089            | 15538            | 18804            | 22645            | 26646            | 25682            | 24401            | 21419            | 16115            | 11400            | 9355             |                  |
| --------------------------------------------- | ---------------- | ---------------- | ---------------- | ---------------- | ---------------- | ---------------- | ---------------- | ---------------- | ---------------- | ---------------- | ---------------- | ---------------- | ---------------- |
| Джерело:                                      |                  |                  |                  |                  |                  |                  |                  |                  |                  |                  |                  |                  |                  |